# Хенинг фон дер Остен
Хенинг фон дер Остен (на немски: Henning von der Osten; * 1563; † 10 април 1626 във Ферхен близо до Демин) е благородник от Померания-Волгаст, 1593 г. кемерер на херцог Филип Юлий, 1599 г. рицарски херцогски померански съветник. Господар е в Плюгентин, Замтенс, Думраде, Каров и Батевиц и от 1614 г. на Пенкун в Предна Померания, хауптман в Щолпе и Ферхен в Мекленбург-Предна Померания
Той е син на Андреас фон дер Остен († 1594), херцогски померански съветник, хауптман на манастир в Рюген, и съпругата му Урсула фон Норман († 1601), дъщеря на Хайнрих фон Норман († 1558) и Маргарета фон Раушен. Брат е на Катарина фон дер Остен, омъжена 1586 г. за Кристоф фон Рамин, херцогски померански съветник, хауптман на дворец Волгаст, и на Барбара фон дер Остен † 1616), омъжена за Клаус фон Шверин-Греленберг (1561 – 1603)
Хенинг фон дер Остен следва в университетите в Грайфсвалд, Лайпциг и Хайделберг. През 1587 г. той отива херцогския двор Волгаст, където е разпреден към херцогиня София Хедвиг. Той придружава херцог Франц в двора на крал Кристиан IV от Дания и е дворцов майстер. През 1593 г. той е камерхер на младия херцог Филип Юлий. През 1598 г. той отказва предложената му служба дворцов майстер и става хауптман на Щолпе на
река Пене. През 1599 г. той става рицарски съветник. Херцог Филип Юлий поема през 1603 г. управлението на Херцогството Померания-Волгаст и му предлага службата дворцов маршал. Хенинг фон дер Остен отказва по здравословни причини, и херцогът го прави хауптман на манастир Ферхен и Линденберг.
Хенинг фон дер Остен купува през 1614 г. дворец Пенкун в Предна Померания за 122 333 гулден или 91 750 имперски талери от Юлиус Йоахим фон дер Шуленбург, със селищата Волин, Радевитц, Зомерсдорф, Батинстал, Петерсхаген, Щорцов, Фридефелд, Бюсов, Шьонфелд и Луко.

## Фамилия
Хенинг фон дер Остен се жени 1598 г. за Анна фон Леветцов (* 1579; † 18 януари 1612, Ферхен), дъщеря на Хайнрих фон Леветцов и Маргарета фон Бибов/Бюлов. Те имат децата:
- Урсула фон дер Остен, омъжена за Лютке (Людеке) фон Басевитц († 1620)
- Маргарета фон дер Остен, омъжена за Томас фон Хайдебрек
- Хайнрих I фон дер Остен (* 12 септември 1603, Щолп; † 18 август 1659, Батевитц), рицарски съветник в Херцогство Померания и в Шведска Померания, женен на 29 октомври 1633 г. за Илзаба Катарина фон дер Остен (* 29 октомври 1611, Витцмитц; † 15 март 1670, Бугевитц), дъщеря на Кристоф фон дер Остен (1582 – 1631) и Хедвиг фон Рамин († сл. 1620).
- Хенинг фон дер Остен (* 1605; † 27 март 1634, Хамелн), кралски шведски ритмайстер
- Андреас фон дер Остен († 13 октомври 1622, Лайден)

Хенинг фон дер Остен се жени втори път на 20 юни 1615 г. за Анна фон Лютцов, вдовица на Куно Волф фон Басевитц. Бракът е бездетен.